# 生死格鬥：沙灘排球 維納斯璀璨假期
《生死格鬥：沙灘排球 維納斯璀璨假期》是Team Ninja開發、光荣特库摩發行生死格鬥系列的沉浸式戀愛冒險遊戲。本作發生在維納斯群島，於2025年3月27日發行。

## 遊戲玩法

玩家在剧情中可以随时进入摄影模式，并自由调整构图与拍摄参数

遊戲故事以章節的形式進行。伴隨著故事的推進，身為新手島主的玩家需要完成工作，同時和女孩加深關係。島主的主要工作為操作相機拍攝參加維納斯競賽的女孩，並提交給維納斯競賽的營運事務局。在攝影模式下，除了操作相機構圖外，玩家還可以調整焦點與背景的散景，或是使用「暫停時間沙漏」的功能將時間暫停拍攝。當玩家滿足額外條件便能夠解鎖女孩們的新服裝。

### 登場角色
本作共有六名女孩登場。除穗香外，其他角色的初次登場都是在《死或生 沙滩排球 维纳斯假期》中。
- 海咲（Misaki，聲：津田美波）
- 穗香（Honoka，聲：野中藍）
- 環（Tamaki，聲：大西沙織）
- 菲歐娜（Fiona，聲：本渡楓）
- 七海（Nanami，聲：島袋美由利）
- 伊莉絲（Elise，聲：瀨戶麻沙美）

## 發行
2024年9月27日，光榮特庫摩宣布推出《生死格鬥 沙灘排球》系列的沉浸式戀愛冒險遊戲。同年11月1日，預定2025年3月6日在Microsoft Windows、PlayStation 5和PlayStation 4平台發售，並且支持繁體中文與簡體中文。2025年1月22日，光榮特庫摩宣布遊戲延期至2025年3月27日發售。

## 外部連結
- 官方网站